# Fünfparteiensystem
Als Fünfparteiensystem bezeichnet man generell ein Parteiensystem, in dem fünf Parteien eine bedeutende Rolle spielen. In der Politikwissenschaft denkt man teilweise an bestimmte Konstellationen, beispielsweise in der deutschen Geschichte. In den Medien wird der Begriff vor allem für die Situation im Deutschen Bundestag von 1990 bis 2013 verwendet.

## Einteilungen nach fünf Parteien
Der Parteienforscher Dieter Nohlen spricht von zwei Bewertungsansätzen zu Parteiensystemen. Maurice Duverger habe gemeint, die Politik dränge zu einem Dualismus, einem Zweiparteiensystem, in dem zwischen zwei Lösungen gewählt werde. Klaus von Beyme jedoch lehnt diese Zweiteilung ab. Seiner Meinung nach könne man oft ein rudimentäres Fünfparteiensystem erkennen, etwa in der Englischen und in der Französischen Revolution. Außer Linken und Rechten beobachtet er auch die Herausbildung eines Zentrums.
|                                                | Linke       | Linke Mitte | Mitte                   | Rechte Mitte                        | Rechte                                |
| ---------------------------------------------- | ----------- | ----------- | ----------------------- | ----------------------------------- | ------------------------------------- |
| Englische Revolution (Mitte 17. Jahrhundert)   | Digger      | Leveller    | Klassische Republikaner | Royalisten                          | Anhänger des divine right of the king |
| Französische Revolution (Ende 18. Jahrhundert) | Hébertisten | Jakobiner   | Girondisten             | aristokratische Konstitutionalisten | Anhänger des ancien régime            |

Ernst Rudolf Huber sieht für die Zeit seit dem Vormärz (ab 1830) das „Grundgefüge des deutschen Parteiwesens in einem Fünfparteiensystem“. Unter einer Partei sei dabei nicht unbedingt eine einzelne Organisation oder Fraktion zu verstehen, aber „das Wesentliche und Dauernde der deutschen Parteistruktur bis 1918 war doch diese Fünfzahl […].“ Sehe man von den extremistischen Parteien der Weimarer Republik ab, könne man das System bis 1933 verlängern. Durch die Existenz eines politischen Katholizismus unterscheidet sich die deutsche Parteiengeschichte von der vieler anderer Länder. Trotzdem kennt man auch beispielsweise in Frankreich einen Unterschied zwischen Christdemokraten und Konservativen.
|                                     | Linke                      | Linke Mitte                  | Mitte                                  | Rechte Mitte                      | Rechte                                   |
| ----------------------------------- | -------------------------- | ---------------------------- | -------------------------------------- | --------------------------------- | ---------------------------------------- |
| Begriffe bei Huber                  | Proletarischer Sozialismus | Demokratischer Radikalismus  | Politischer Katholizismus              | Gemäßigter Liberalismus           | Konservativismus                         |
| Parteien des Kaiserreichs 1871–1918 | Sozialdemokratie           | (linksliberaler) Fortschritt | Zentrum                                | (rechtsliberale) Nationalliberale | Deutschkonservative und Freikonservative |
| Moderne Entsprechungen 1990–2021    | Linke, Teile von SPD       | SPD, Grüne                   | Teile von SPD, Grünen, CDU/CSU und FDP | FDP, CDU/CSU                      | AfD, Teile von CDU/CSU                   |

Solche Übersichten vereinfachen. Das katholische Zentrum beispielsweise hatte zwar in der Wirtschafts- und Sozialpolitik und mit seinen rechtsstaatlichen Forderungen eine Position in der politischen Mitte. In der Kultur- und Gesellschaftspolitik stand das Zentrum jedoch deutlich rechts, unter anderem bei den Themen Ehescheidung und Konfessionsschule.

## Situation im Bundestag
Von 1990 bis 2013 gab es im Deutschen Bundestag zwar sechs Parteien, jedoch fasst man die Schwesterparteien CDU und CSU aufgrund der gemeinsamen Fraktion im Bundestag oftmals zusammen und spricht in Medien und Politikwissenschaft zumeist von einem oder auch dem Fünfparteiensystem: CDU/CSU, SPD, FDP (jeweils seit 1949), Grüne (seit 1983) und Die Linke (seit 1990; unter verschiedenen Bezeichnungen). Es wird betont, dass die Koalitionsbildung bei diesem System deutlich schwieriger gewesen sei als etwa im Dreiparteiensystem der 1970er-Jahre. In den 1990ern und 2000ern wurden in Deutschland Koalitionen mit PDS bzw. Die Linke ausgeschlossen, genauso Dreierbündnisse wie eine Ampel-Koalition von der FDP oder eine Jamaika-Koalition von den Grünen. Das führte dazu, dass Rot-Grün, Schwarz-Gelb und eine Große Koalition die einzigen Koalitionsoptionen in dieser Zeit auf Bundesebene waren. Diese Umstände wurden als Ausschließeritis kritisiert. Erst in den 2010ern mit dem Erscheinen der AfD und dem zunehmend fragilerem Parteiensystem änderten sich die Umstände und die Parteien lassen sich vor Wahlen viele Optionen offen. Dreierbündnisse werden in der Regel nicht mehr ausgeschlossen. Mittlerweile gibt es auf Landesebene zwei rot-rot-grüne Koalitionen, eine Ampelkoalition sowie eine Jamaikakoalition. Auch für die Bundestagswahl 2021 waren solche Koalitionen im Gespräch gewesen.